# Alaj piva Šokica
Alaj piva Šokica je album Kraljica Bodroga, ženske pjevačke skupine Hrvatica iz Monoštora, Vojvodina, Srbija.
Album je sniman 17. ožujka 2012. u studiju Viktora Keslera u Subotici, koji je bio snimatelj. Fotografije za za CD izradio je Augustin Juriga, a likovnu opremu Darko Vuković. Album je objavljen u nakladi od 1000 primjeraka.
Pjevačice su u dobi od 25 do 73 godine. Počimalje su Marijana Šeremešić r. Šuvak, Marija Francuz r. Kolar, a rožalje su Marija Kovač r. Turkalj, Marija Kaplar r. Patarić, Anica Šuvak r. Balaž, Ana Periškić r. Đanić, Marija Leka r. Rang, Anica Kovač r. Pašić i Anita Đipanov.
Marijana Šeremešić i Marija Francuz, a rožalje: Anica Šuvak, Anica Kovač, Anita Đipanov, Marija Kovač, Miljana Kovač, Anica Pejak, Ljiljana Jovanović, Evica Roža.
Album je objavljen u nakladi Zavoda za kulturu vojvođanskih Hrvata i Kulturno-umjetničkog društva Hrvata „Bodrog", Monoštor 2012. Urednica i recenzentica je bila etnomuzikologinja Tamara Štricki Seg. Stručni suradnik na albumu bio je Vojislav Temunović.
Na albumu su izvorne hrvatske šokačke narodne pjesme, koje su se nekad izvodile u raznim prigodama "na divanima, po ćoškova, na korzi, na igrankama, uz narodne i virske običaje."